# Solţān Meydān
Solţān Meydān (persiska: سلطان میدان, Sultān Maidān) är en ort i Iran.   Den ligger i provinsen Khorasan, i den nordöstra delen av landet, 600 km öster om huvudstaden Teheran. Solţān Meydān ligger 1 499 meter över havet och antalet invånare är 865.
Terrängen runt Solţān Meydān är kuperad åt sydost, men åt nordväst är den platt.Runt Solţān Meydān är det ganska tätbefolkat, med 56 invånare per kvadratkilometer. Solţān Meydān är det största samhället i trakten. Trakten runt Solţān Meydān består i huvudsak av gräsmarker.